# Géoparc Comarca Minera
Le Géoparc Comarca Minera se situe dans la partie centre-sud de l'État d'Hidalgo au Mexique et comprend les territoires municipaux d'Atotonilco el Grande, Epazoyucan, Huasca de Ocampo, Mineral del Chico, Mineral de la Reforma, Mineral del Monte, Omitlán de Juárez, Pachuca de Soto et Singuilucan. Ces municipalités comprennent un réseau de 31 géosites élus en raison de leur expression de l'histoire géologique du territoire et leur importance pour mettre en avant la relation entre l'industrie minière et métallurgique, et la création d'espaces historiques et le développement culturel de la région. Ces sites sont aussi importants en raison de leur valeur pour la science et l'éducation et ont, pour la plupart, une importante valeur paysagère,.

## Géologie

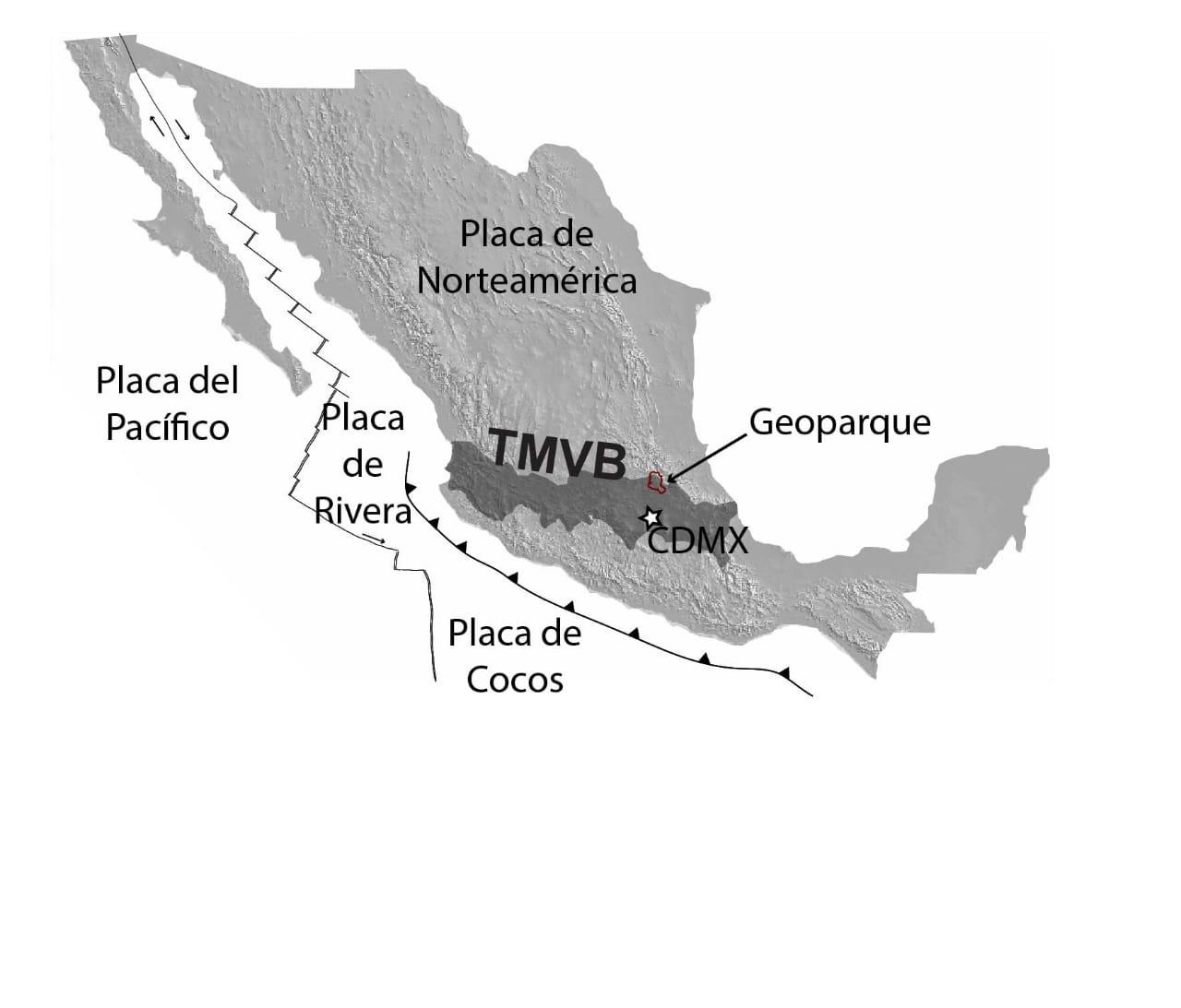
Situation tectonique du géoparc.

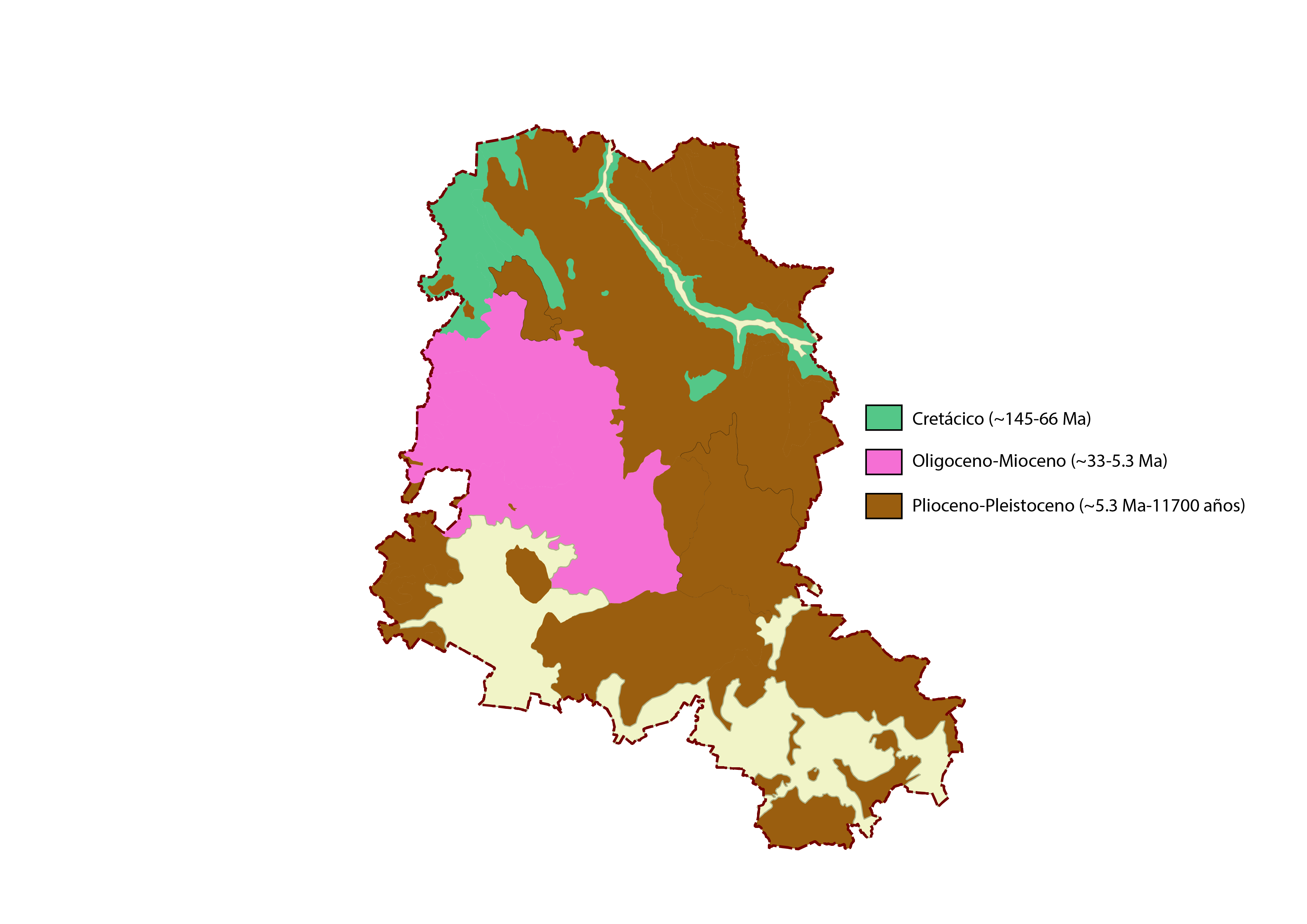
Carte géologique simplifiée du géoparc.

Les éléments physiographiques les plus significatifs de la Comarca Minera sont les chaines de montagnes de Pachuca et Las Navajas, dont les sommets se trouvent à la Peña de las Ventanas (3 090 m) et au Cerro de las Navajas (3 212 m). Cet ensemble orographique, d'orientation globale nord-ouest/sud-est, sépare les régions de la Sierra Baja/Barranca de Metztitlán (située au nord des chaines de montagnes), dont l'altitude va de 1 300 à 2 000 mètres ; de la zone septentrionale du bassin de Mexico (situé au sud des  chaines de montagnes), dont l'altitude se situe entre 2 200 et 2 400 mètres. La grande géodiversité du parc, qui est représenté par les géosites, est due à la convergence de deux provinces physiographiques dans la région : la sierra Madre orientale et l'axe volcanique transversal, en plus de deux provinces magmatiques, la première étant liée à la formation de l'axe volcanique transversal, et la deuxième à la sierra Madre occidentale.
La Comarca Minera se caractérise par un géopatrimoine remarquable, qui inclut au moins cinq éléments géologiques et géoculturels dont l'importance est internationale :
1. Le système épithermal (Ag-Au) de Pachuca-Mineral del Monte, l'un des plus grands au monde. Sa production historique représente le 6 % de l'argent produit globalement durant les cinq derniers siècles[1].
2. La localité type —dans la colline San Cristóbal de Pachuca— de la tridymite et de la cristobalite, minéraux découverts par Gerhard vom Rath en 1868  et 1887, respectivement.
3. Les orgues basaltiques de Santa María Regla, à Huasca de Ocampo, connus par la population comme les « prismes basaltiques », décrits et dessinées par Alexander von Humboldt en 1803 ; ils sont généralement considérés comme les plus longs au monde (allant jusqu'aux 40 mètres de hauteur).
4. Le patrimoine industriel minier, qui inclut le développement des « haciendas de beneficio » de la période coloniale, qui utilisaient la méthode dite « d'amalgame » pour une meilleure extraction de l'argent des mines ; en plus d'autres œuvres minières diverses, en particulier celles de la période anglaise de l'industrie minière au Mexique (au milieu du XIXe siècle), avec des exemples splendides de machinerie de type Cornish[3].
5. Le Cerro de las Navajas, site principal d'exploitation de l'obsidienne pour la Mésoamérique, et réserve exceptionnelle d'obsidienne dorée et verte[1].

### Crétacé
Les roches les plus anciennes du géoparc sont des calcaires et des lutites d'origine marine, provenant de la période du Crétacé. Elles se trouvent dans la portion nord-est du territoire et on les trouve au fond de la Barranca de Metztitlán, pouvant les apprécier dans les géosites suivants :
- Barranca de Aguacatitla ;
- Eaux thermales d'Amajac ;
- Reserva de la Biósfera Barranca de Metztitlán.

### Paléogène
C'est durant cette période qu'a été formée la ceinture de plis et chevauchements, connue géographiquement comme la Sierra Madre orientale, au cours d'un processus de compression qui a grossi la croute terrestre et remonté les roches formées auparavant en mer jusqu'à leur position actuelle. C'est vers la fin de cette période que le volcanisme associé au processus de subduction de l'occident du Mexique a commencé. Dans le secteur nord-est du géoparc on trouve des structures de déformation (principalement des plis asymétriques ou allongés) en direction NNO-SSE qui peuvent être appréciées aux géosites de Barranca de Aguacatitla et des eaux thermales d'Amajac.
Les roches volcaniques de l'Oligocène peuvent être observées aux dépôts de tuf de Cubitos et Mirador Cerro del Lobo.

### Miocène
Le magmatisme initié à la fin du Paléogène a continué durant le Miocène moyen, étant le responsable de la synthèse de grands volumes de roches volcaniques siliciques qui constituent l'une des manifestations les plus sur-orientales de la province ignée de la Sierra Madre occidentale. En association a ces rochers ont été formées les gisements de minerais d'argent (de type épithermal), datant du Miocène inférieur dans le cas de ceux de Pachuca-Real del Monte et d'un âge plus récent (Miocène supérieur) pour ceux de Mineral del Chico (en). 
Au géoparc ont été formées des tufs rhyolitiques et des rhyolites des formations Tezoantla et Cerezo, mais aussi des porphyres rhyolitiques et dacitiques. Ces rochers peuvent être appréciées aux géosites suivants :  
- Peña Las Monjas ;
- Peña del Cuervo ;
- Las Ventanas ;
- Dépôts de tuf de Mineral del Chico.

La minéralisation du Miocène s'observe aux géosite Obras Mineras El Milagro.

### Pliocène
À cette période, le volcanisme changea de style et composition, en obéissant à la subduction subhorizontale de la plaque de Cocos en dessous de la plaque nord-américaine, et configurant l'axe volcanique transversal, encore actif dans le présent. On trouve des exemples de roches volcaniques du Pliocène aux géosites :
- Cerro de San Cristóbal (sur la formation homonyme) ;
- Peña del Diablo ;
- Peña del Comal.

Sont aussi exemplaires du Pliocène les sédiments lacustres fossilifères (où on trouve des restes de plantes et poissons) proches du géosite des eaux thermales d'Amajac.

### Pléistocène
Le volcanisme de la l'Axe volcanique transversal s'est manifesté de manière intense durant cette période, se trouvant à l'origine de la coulée du géosite Prismas basálticos (datée d'il y a 2,58 millions d'années) et des volcans monogénétiques de Singuilucan, appréciables au géosites des Estructuras volcánicas de la Paila.

### Holocène
Dans ce qui respecte l'exploitation des ressources naturelles, au géoparc -et dans tout le continent américain- l'union entre l'Ancien et le Nouveau Monde fut l'évènement qui marqua le plus grand bousculement dans la région ; dans la période préhispanique l'obsidienne s'exploitait de façon intense tandis qu'à partir de la conquête des espagnols, l'activité minière se concentra dans les métaux précieux. 
En tant que manifestation des phénomènes géologiques actifs, on trouve au nord-ouest du géoparc le géosite géothermal des eaux thermales d'Amajac (où s'est développée une station balnéaire d'eaux thermales).

### Géosites du Géoparc

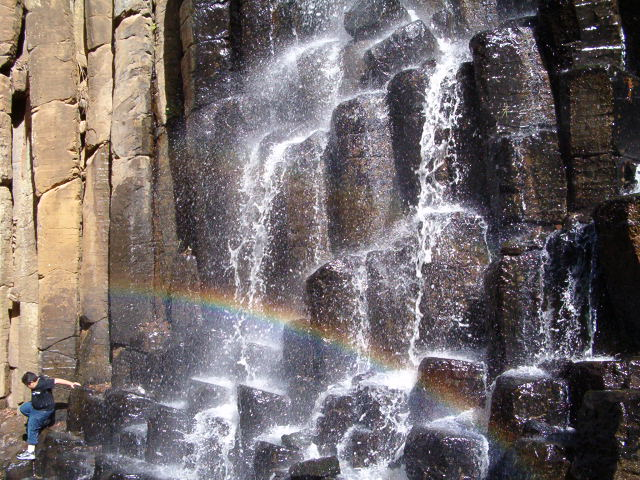
Prismas basálticos.

## Flore et faune

### Flore
Facilité en raison de sa physiographie de contrastes et reflétant sa complexité géologique, le territoire de la Comarca Minera présente une grande quantité de biomes qui alternent avec des zones agricoles et urbaines. Le tout constitue la base d'une flore très diverse. Dans les zones les plus élevées (plus de 2 600 m), on trouve un climat tempéré froid, et on trouve des forêts de conifères de l'espèce Abies religiosa, appelés « oyamel » au Mexique. La forêt d'oyamel la mieux conservée de la zone se trouve au Parc national El Chico. Les zones de montagne de moindre altitude, et plus spécifiquement la Sierra de las Navajas et le versant nord de la Sierra de Pachuca, se trouvent recouvertes par des forêts de pins et des forêts mixtes de pins et chênes. On trouve une grande diversité d'espèces de pins, avec une présence importante d'ocote rojo (Pinus patula), pin des hauteurs (Pinus hartwegii) et pin aztèque (Pinus teocote); tandis que le plus représentatif des chênes c'est le quiebra-hacha (Quercus rugosa).
Sur les versants les plus ensoleillés de la Sierra de Pachuca, en dessous des 2 000 m dans la partie nord du géoparc, on trouve des terres arbustives xériques riches en cactacées tels que le garambullo (Myrtillocactus geometrizans), des diverses espèces de biznaga (Mammillaria magnimamma, Echinofossulocactus crispatus), nopal (Opuntia streptacantha, O. tormentosa, O. robusta), cardenche (Cylindropuntia imbricata), cardón (Marginatocereus marginatus) et maguey (p.e. Agave horrida, A. triangularis), d'où ressort le agave pulquero (Agave salmiana) en raison de son utilisation pour la fabrication de la traditionnelle boisson du pulque.

### Faune
La diversité et alternance entre différents écosystèmes naturels et agricoles constitue la base d'une importante biodiversité d'oiseaux et reptiles. Entre les premiers, on remarque la présence facilement observable de moucherolle écarlate (Pyrocephalus rubinus, appelé « papamoscas cardenalito ») et moucherolle noir (Sayornis nigricans, appelé « papamoscas negro »), paruline rouge (Cardellina rubra, dit « chipe rojo »), rabadilla amarilla (Setophaga coronata), roselin du Mexique (Haemorphus mexicanus, dit « pinzón mexicano »), chardonneret mineur (Spinus psaltria, dit « jilguerito dominico »), junco ojos de lumbre (Junco phaeonotus), cardinal à tête noire (Pheucticus melanocephalus, dit « picogordo tigrillo »), Moqueur à bec courbe (Toxostoma curvirostre, dit « cuitlacoche pico curvo »), colibri circé (Cynanthus latirostris, dit « colibrí pico ancho ») , colibri à oreilles blanches (Hylocharis leucotis, dit « zafiro orejas blancas »), colibri de rivoli (Eugenes fulgens, dit « magnífico »), colibri à gorge bleue (Lampornis clemenciae, dit « garganta azul »), colibri Lucifer (Calothorax lucifer), pic arlequin (Dryobates scalaris, dit « carpintero mexicano »), pic a front doré (Melanerpes aurifrons, dit « cheje »), pic glandivore (Melanerpes formicivorus, dit « bellotero »), oriole cul-noir (Icterus wagleri, dit « cejas naranjas »), oriole à ailes blanches (Icterus bullockii, dit « calandria de Wagler »), feai de steller (Cyanocitta stelleri, dit « chara copetona »), martin-pêcheur vert (Chloroceryle americana, dit « martín pescador verde »).
Du côté des reptiles, plus de trente espèces ont été identifiées, dont on remarque la présence, en raison de leur caractère emblématique et leur condition d'espèce menacée (inscrite dans la liste mexicaine des espèces menacées : NOM-059-SEMARNAT-2010) du camaleón de montaña (Phrynosoma orbiculare). Pour les mammifères, on observe régulièrement des écureuils des rochers (Otospermophilus variegatus, dit ardillón de roca), des écureuils gris du Mexique (Sciurus aureogaster, dit « ardilla vientre rojo »), des bassaris rusés (Bassariscus astutus, dit « cacomixtle norteño »), des opossums d'Amérique (Didelphis virginiana, dit « tlacuache norteño ») et des lapins à queue blanche (Sylvilagus floridanus, dit « conejo serrano »). Moins communs, les cerfs de Virginie (Odocoileus virginianus, dit « venado cola blanca »), la tuza mexicana (Thomomys umbrinus), le coyote (Canis latrans), le renard gris d'Amérique (Urocyon cinereoargenteus, dit « zorra gris ») et diverses espèces de chauve-souris tels que Leptonycteris nivalis, Desmodus rotundus, Choeronycteris mexicana et Dermanura azteca habitent aussi le géoparc. À cette biodiversité s'ajoutent aussi pas moins de dix espèces d'amphibiens.

## Aires naturelles protégées
Fédérales
- Parc national El Chico ;
- Reserva de la Biósfera Barranca de Metztitlán.

Régionales
- Parc écologique Cubitos ;
- Parc Estatal Bosque el Hiloche ;
- Zone de préservation écologique des centres de population Cerro La Paila - Matías Rodríguez.

## Histoire humaine

### Premiers peuplements
Selon l'évidence géo-archéologique du géosite Cerro de las Navajas, le territoire de la Comarca Minera a joué un rôle fondamental pour le développement économique et le pouvoir militaire des États préhispaniques de la Mésoamérique, en raison de sa condition de centre d'exploitation de l'industrie de l'obsidienne. Cette activité a été successivement entreprise par les cultures teotihuacana (100 a.C-650 d.C.), toltèque (950-1100 d.C.) et aztèque (1325-1521 d.C.), s'étendant jusqu'aux débuts de la période coloniale,.

### Explorations géologiques

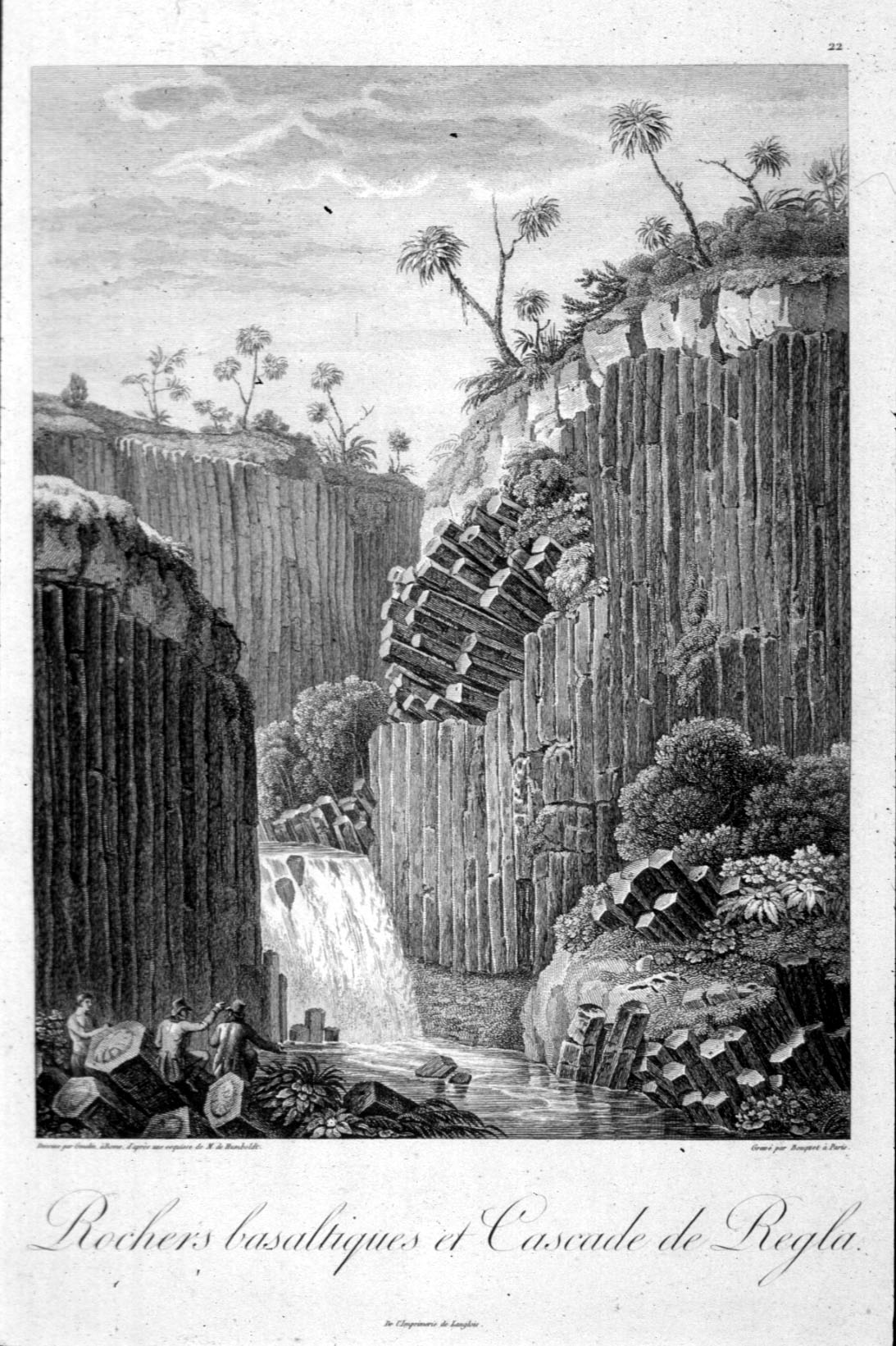
Vues des cordillères et monuments des peuples indigènes d'Amérique (1810).

La Comarca Minera de l'État d'Hidalgo fut depuis cinq siècles l'objet d'études pour son importance géologique. Mais ce fut au XIXe siècle que des scientifiques mexicains et étrangers approfondirent la connaissance géologique de la zone. De ces travaux, ressortent ceux du géologue allemand Friedrich Traugott Sonneschmid (1763-1824), qui fut commissionné par la Couronne espagnole en 1788 pour améliorer l'exploitation minière et faire des descriptions minéralogiques dans la Nouvelle-Espagne. Au cours des douze années qu'il dédia à cette entreprise il voyagea le long des États actuels de México, Hidalgo, Guanajuato, San Luis Potosí, Zacatecas, Durango et Jalisco. À la suite de cette commission, l'une des études, Description minéralogique des importantes régions minières du Mexique ou Nouvelle Espagne, publiée en 1804, inclut d'importantes données sur la Comarca Minera, en faisant mention des obsidiennes et argiles de Real del Monte, Pachuca et Atotonilco el Chico, aussi bien que des orgues basaltiques de Huasca de Ocampo.
Le sage prussien Alexander von Humboldt (1769-1859) parcourra et réalisa, durant l'expédition qu'il entreprit entre le 15 et le 27 mai 1803, des descriptions de plusieurs sites à Pachuca, la Sierra de Las Navajas, les mines du Morán, Real del Monte, Regla, La Vizcaína, El Jacal et El Encino. À la suite de sa visite, il intégra ses observations dans sa vaste œuvre scientifique ; il dédia par exemple un chapitre au géosite des orgues basaltiques dans son livre Vues des cordillères et monuments des peuples indigènes d'Amérique (1810), qu'il nomma « Roches basaltiques et cascade de Regla », dans laquelle il établit des similitudes avec la Chaussée des Géants de l'Irlande.
À la suite de l'indépendance du Mexique, en 1821, de nombreux capitaux étrangers commencèrent à affluer au Mexique, et s'établissent les premières entreprises minières de la main d'investisseurs anglais et allemands dans les anciens districts coloniaux les plus productifs, tels que Guanajuato, Jalisco, Zacatecas, Chihuahua, Oaxaca et l'État de Mexico. Certains ingénieurs, voyageurs et diplomates étrangers réalisèrent des expéditions et rédigèrent des livres autour des possibilités économiques de l'industrie minière au Mexique. Les plus emblématiques d'entre eux sont : George Francis Lyon, Henry Ward, Joseph Burkart, Henri Guillaume Galeotti, Eugéne Saint Clair Duport, Carl de Berghes et Friedrich von Gerolt.

### Histoire de l'industrie minière
Attiré par l'énorme richesse minière de la région, le métallurgiste sévillan Bartolomé de Medina arriva à l'actuel territoire de l'État d'Hidalgo en 1552. L'année suivante, à l'ex-Hacienda de La Purísima à Pachuca (actuel site du géoparc), il implémenta la méthode dite « de l'amalgame », aussi connue comme le « beneficio de patio » en espagnol ; en utilisant du mercure. Cette méthode permettait d'extraire une plus grande quantité d'argent à partir du minerai d'origine. L'amalgame, utilisé jusqu'aux débuts du XXe siècle, s'exporta dans tous les districts miniers de l'Amérique, depuis Zacatecas en Nouvelle Espagne, jusqu'à Potosí en Bolivie, et fut fondamental pour l'essor économique de l'industrie minière en Hispanoamérique, contribuant ainsi à la croissance de l'Empire Espagnol .
Aux débuts du XIXe siècle, et avec l'indépendance du Mexique, l'industrie minière s'ouvra à la participation anglaise. En provenance de Cornouailles, à l'extrême sud-ouest de la Grande-Bretagne, arriva une vague de migration minière anglaise, qui apportait avec elle des connaissances techniques et des capitaux. Les énormes cheminées, les chevalements en bois et les maisons de type Cornish renouvelèrent la configuration du paysage industriel. Cependant, et malgré les importants investissements et efforts mis au profit du développement des mines cornouaillaises sur le territoire mexicain, les Anglais ne purent récupérer leurs fonds et vendirent leurs droits d'exploitation en 1848 a des entrepreneurs mexicains,.
Les frères Escandón intégrèrent la technologie étrangère avec les connaissances locales et repensèrent la technique d'extraction, réussissant une nouvelle période d'essor minier. Cette période prospère dura un demi-siècle et son déclin arriva en raison de la chute des cours de l'argent dans les marchés internationaux. La société américaine United States Smelting Refining and Mining Company acquit les propriétés minières en 1906. Cette période apporta de nouveau une nouvelle méthode : la cyanuration, ou « procédé MacArthur-Forrest ». De la même façon, un complexe réseau aérien et souterrain fut créé pour le transport du minerai.
Les Américains se retirèrent en 1947, date à partir de laquelle le contrôle des mines fut repris par une entreprise d'État pendant plus de quarante ans. Actuellement la mine appartient à la Compañía Real del Monte y Pachuca, filiale des corporations Los Altos Hornos de México et le Grupo Acerero del Norte.

## Tourisme et patrimoine culturel

### Pueblos mágicos (villages magiques)
Le programme touristique national Pueblos Mágicos initia avec la reconnaissance en 2001 en tant que Huasca de Ocampo, une première au niveau national. Actuellement, le géoparc inclut trois Pueblos Mágicos (sur les 121 que contient le programme au total) :
- Huasca de Ocampo ;
- Mineral del Chico ;
- Mineral del Monte.

### Musées du géoparc
- Musée de minéralogie de l'université autonome de l'État de Hidalgo (UAEH) ;
- Musée du paste.

### Gastronomie
Le paste est l'un des éléments gastronomiques les plus typiques de la Comarca Minera; c'est le mets minier par excellence, héritage de l'immigration cornouaillaise du XIXe siècle. Les pastes traditionnels sont des pâtisseries garnies de préparations de pommes de terre et viande, mais actuellement le plat est devenu populaire grâce à la grande diversité de garnitures qui a été intégrée en plus des traditionnelles.
La route gastronomique de Pachuquilla, chef-lieu de Mineral de la Reforma, expose le patrimoine immatériel du Géoparc de la Comarca Minera. La tradition gastronomique de Pachuquilla remonte jusqu'à l'année 1917, où la vente d'aliments préparées débuta. La vocation gastronomique de la commune se consolida graduellement à la suite de la construction de l'autoroute Pachuca-Tuxpan en 1930, à l'acquisition du statut de chef-lieu de la municipalité en 1958, et finalement après la fermeture de plusieurs mines du district de Pachuca/Real del Monte. Ces changements entrainèrent une croissante affluence de convives qui venaient a Pachuquilla pour gouter les traditionnelles carnitas de porc, la barbacoa et mixiotes d'agneau, en plus des pastes.
La consommation d'insectes et larves tels que le ver du maguey (Aegiale hesperiaris), l'escamol (larves de fourmis Liometopum apiculatum) et le chinicuil (larve du papillon de nuit Comadia redtenbacheri) est une coutume aux racines préhispaniques que l'on retrouve dans diverses municipalités de l'État d'Hidalgo, dont ceux qui constituent le territoire du géoparc. La richesse en protéines faciles à digérer permet aux insectes, provenant tant du milieu terrestre que du milieu aquatique, de devenir un aliment de grande valeur nutritive à la Comarca Minera.

## Administration

### Inclusion dans le réseau des Géoparcs
La Comarca Minera fut intégrée dans le Réseau mondial des Géoparcs le 5 mai 2017, lorsqu'elle fut reconnue comme « Géoparc mondial de l'UNESCO ». Le 26 mai 2017, au District d'Achoma, Pérou; la Comarca Minera fonda en collaboration avec les géoparcs d'Araripe du Brésil, des grottes de Palacio d'Uruguay, et de La Mixteca Alta de l'État mexicain de Oaxaca ; le Réseau des géoparcs mondiaux de l'UNESCO d'Amérique latine et les Caraïbes (Red GeoLAC). En 2019, ce réseau compte sept membres. La première réunion du réseau eut lieu à Mineral del Chico, commune appartenant à la Comarca Minera, en janvier 2018,.

### Organismes et institutions
Lors du processus de candidature, consolidation et promotion du Géoparc de la Comarca Minera, de nombreuses institutions et dépendances de caractère éducatif et/ou gouvernemental ont participé. Plus particulièrement, l'université nationale autonome du Mexique (UNAM) et ses Centre des sciences de l'atmosphère, Institut de géophysique, Institut de géologie et Secrétariat de développement institutionnel ; l'université autonome de l'État d'Hidalgo (UAEH), l'université La Salle Pachuca ; le gouvernement de l'État d'Hidalgo à travers du Conseil de science, technologie et innovation d'Hidalgo, du secrétariat de Tourisme, de l'Unité de planification et prospective, et de l'Institut de capacitation pour le travail de l'État d'Hidalgo ; les gouvernements des neuf municipalités du géoparc ; le Service géologique du Mexique et finalement, le Comité du centre touristique Prismas basálticos.